# Tramwaje w Metz
Tramwaje w Metz − zlikwidowany system komunikacji tramwajowej we francuskim mieście Metz, działający w latach 1880−1948.

## Historia
Pierwsze tramwaje w Metz uruchomiono w 1880, były to tramwaje konne, które kursowały na dwóch trasach o rozstawie toru wynoszącym 1435 mm. Do obsługi sieci spółka Metzer Strassenbahn Gesellschaft la Lorraine posiadała 32 wagony. W 1902 istniejące dwie linie zostały zelektryfikowane oraz wybudowano trzecią linię. Do obsługi sieci eksploatowano dwanaście tramwajów Berolina oraz 22 wagony doczepne. W latach 1904−1910 kilku krotnie oddawano do eksploatacji nowe odcinki sieci. W 1904 do miasta dostarczono dodatkowe 23 wagony silnikowe. W 1914 sieć składała się z 7 linii:
- 1: Montigny - Moulins
- 2: Devant-les-Ponts - Rue Franiatte
- 3: Esplanade - Centrale électrique
- 4: Metz-Nord - Cimetière de l'Est
- 5: Esplanade - Queuleu
- 6: Montigny - Sablon
- 7: Usine à Gaz - Gare Centrale

Sieć tramwajowa składała się tras z pojedynczym torem. Po 1918 spółkę zarządzającą siecią tramwajową dotknęły problemy finansowe. Wkrótce rozpoczęto na niektórych odcinkach dobudowywać drugi tor. W latach 30. XX w. układ linii przedstawiał się następująco:
- A: Place de la République - Montigny
- B: Place de la République - Frescaty
- C: Place de la République - Sablon
- D: Place Saint-Louis - Queuleu
- E: Place Saint-Louis - Ciemtière de l'Est
- G: Place d'Armes - Metz-Nord
- H: Place d'Armes - Devant-les-Pont
- I: Place d'Armes - Moulins
- N: Place Saint-Louis - Gare Centrale

Pierwsze linie tramwajowe zostały zlikwidowane w 1947, które zostały zastąpione przez linie trolejbusowe. Ostatecznie sieć tramwajową zlikwidowano 15 sierpnia 1948.